# أوريشيكا: تاينتد بلودنيس
أوريشيكا: تاينتد بلودنيس (بالإنجليزية: Oreshika: Tainted Bloodlines)‏ (باليابانية: 俺の屍を越えてゆけ２) ، هي لعبة فيديو إلكترونية من نوع تقمص الأدوار، صدرت في السوق اليابانية والتايوانية سنة 2014م وفي سنة 2015م صدرت في الأسواق الأوروبية والأمريكية.